# Ciclone Jokwe
O ciclone tropical intenso Jokwe foi o primeiro ciclone tropical a atingir Moçambique desde o ciclone Favio no ano anterior, e foi o ciclone mais recente a atingir Moçambique até o Ciclone Dineo em 2017. A décima tempestade nomeada da temporada de ciclones do sudoeste do Oceano Índico de 2007-08, Jokwe foi classificada pela primeira vez como uma depressão tropical em 2 de março sobre o sudoeste aberto do Oceano Índico. Ele seguiu oeste-sudoeste, cruzando o norte de Madagáscar como uma tempestade tropical em 5 de março antes de se intensificar em um ciclone tropical em 6 de março. Jokwe intensificou-se rapidamente para atingir ventos de pico de 195 km/h (121 mph), antes de enfraquecer ligeiramente e atingir a província de Nampula, no nordeste de Moçambique. Rapidamente enfraqueceu enquanto paralela ao litoral, embora a tempestade tenha se tornado mais forte quando virou para o sul no Canal de Moçambique. No final de sua duração, permaneceu quase estacionário por vários dias e enfraqueceu constantemente devido ao cisalhamento do vento antes de se dissipar em 16 de março.
A tempestade causou pequenos danos no norte de Madagascar. Em Moçambique, o ciclone afetou 200.000 pessoas, e deixou pelo menos dezesseis mortes. Ciclone Jokwe destruiu mais de 9.000 casas e danificou mais de 3.000 mais, com os maiores danos em Angoche e na Ilha de Moçambique na Província de Nampula. A tempestade também causou quedas de energia generalizadas e danos às colheitas. O nome Jokwe foi submetido à Organização Meteorológica Mundial pelo Botswana.

## História meteorológica
No início do mês, persistia uma área de convecção associada a uma ampla circulação de baixo nível cerca de 565 km (351 mi) oeste-sudoeste de Diego Garcia. A perturbação seguiu para oeste-sudoeste e, em 2 de março, a Météo-France (MFR) a declarou como uma depressão fraca. Inicialmente em uma área de cisalhamento de vento moderado, o sistema inicialmente falhou em manter a convecção profunda. No início de 4 de março, a convecção aumentou e se organizou em torno do centro de circulação, e o MFR o classificou como Depressão Tropical Doze, cerca de 270 km (170 mi) sudoeste das Ilhas Agaléga. Inicialmente, o MFR previu que a depressão se intensificaria ainda mais antes de atingir Madagáscar.
O ciclone seguiu geralmente para oeste ao longo da periferia norte de um cume. A circulação tornou-se melhor definida, embora a convecção tenha sido deslocada para oeste do centro devido ao persistente cisalhamento do vento. A intensificação foi favorecida, no entanto, devido às temperaturas quentes da água e à boa vazão. No início de 5 de março, o Joint Typhoon Warning Center (JTWC) classificou o sistema como Ciclone Tropical 22S. Pouco tempo depois, o MFR atualizou a depressão para Tempestade Tropical Moderada Jokwe cerca de 675 km (419 mi) sudoeste das Ilhas Agalega, ou cerca de 230 km (140 mi) a nordeste da ponta norte de Madagascar. No início, a tempestade foi menor do que o normal, com ventos fortes estendendo-se por 37 km (23 mi) do centro. Jokwe virou-se para oeste-sudoeste em resposta ao desenvolvimento de um cavado de baixa pressão no Canal de Moçambique, e no final de 5 de março a tempestade atravessou o norte de Madagascar. A circulação de baixo nível tornou-se desorganizada devido à interação terrestre, embora sua circulação de nível médio e alto tenha permanecido bem organizada. Posteriormente, a tempestade encontrou condições mais favoráveis e um olho se desenvolveu; Jokwe sofreu um rápido aprofundamento e intensificou-se ao status de ciclone tropical, ou a equivalência de um furacão mínimo, ao meio-dia de 6 de março na costa noroeste de Madagascar.
Pouco depois de atingir o status de ciclone tropical, Jokwe começou a enfraquecer quando seu olho desapareceu e enfraqueceu para o status de tempestade tropical. A tendência de enfraquecimento foi de curta duração e, depois de virar para o oeste, a tempestade re-desenvolveu um olho de 13 km (8.1 mi). Jokwe voltou a sofrer uma rápida intensificação à medida que se aproximava da costa de Moçambique, tornando-se um "ciclone anão" intenso com ventos de 175 km/h (109 mph) no final de 7 de março; o MFR explicou suas rápidas mudanças de intensidade devido ao seu pequeno tamanho. Excelente vazão de nível superior e águas mornas contribuíram para a intensificação. Às 0000 UTC em 8 de março, Jokwe atingiu ventos de pico de 195 km/h (121 mph) cerca de 75 km (47 mi) leste da Ilha de Moçambique na Província de Nampula ; ao mesmo tempo, suas rajadas atingiram cerca de 275 km/h (170 km/h). Ele enfraqueceu um pouco enquanto paralela ao litoral ao largo, e em 1015 A UTC Jokwe desembarcou entre a Ilha de Moçambique e Angoche.

O ciclone Jokwe permaneceu em terra por cerca de 18 horas antes de emergir no Canal de Moçambique, enfraquecendo rapidamente para o status de tempestade tropical. Ao atingir águas abertas, a convecção aumentou no centro, e no final de 9 de março Jokwe intensificou-se para um ciclone tropical quando um olho reapareceu em imagens de satélite. O ciclone virou para sul-sudeste, contornando a periferia de um cume a leste. Uma baixa de nível superior ao sul produziu um bom fluxo que, em combinação com águas quentes, permitiu que Jokwe se intensificasse. No final de 10 de março, a tempestade passou cerca de 35 km (22 mi) a leste da Ilha Europa, e logo depois o MFR atualizou Jokwe para o status de ciclone tropical intenso com ventos de 170 km/h (105 km/h). Posteriormente, um aumento no cisalhamento do vento causou uma tendência de enfraquecimento constante, e em 12 de março Jokwe enfraqueceu para o status de tempestade tropical, pois seu centro ficou parcialmente exposto à convecção profunda; ao mesmo tempo, a tempestade virou para o sudoeste.
Mais tarde, em 12 de março, as tempestades voltaram ao centro, já que seu movimento se tornou quase estacionário devido a um cume ao sul e noroeste. No início de 13 de março, começou um movimento constante para o noroeste, e sua organização aumentou com um reaparecimento de olhos; depois de recuperar brevemente o status de ciclone tropical, Jokwe novamente enfraqueceu para o status de tempestade tropical devido ao cisalhamento do vento persistente. A convecção continuou a diminuir e, em 14 de março, Jokwe enfraqueceu para o status de depressão tropical quando o centro ficou quase totalmente exposto. No início de 15 de março, o MFR emitiu seu último comunicado sobre o sistema. Os remanescentes aceleraram para sudeste e se dissiparam em 16 de março a sudoeste de Madagascar.

## Impacto

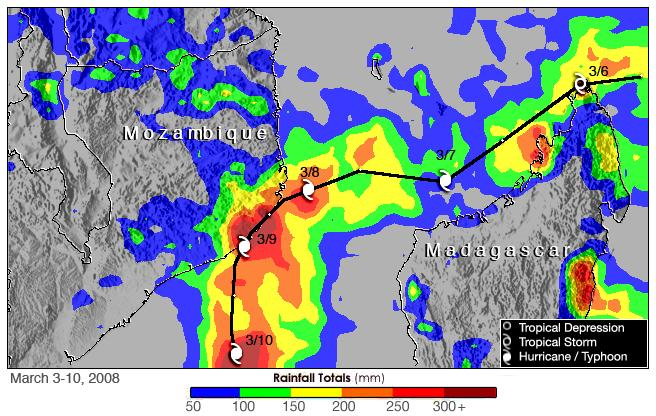
Estimativas de chuva derivadas de satélite para o ciclone Jokwe

Cruzando o norte de Madagáscar como uma tempestade tropical, Jokwe danificou ou destruiu 44 edifícios em Nosy Be, deixando 400 sem teto. As estimativas de chuva por satélite atingiram mais de 200 mm (8 polegadas) no noroeste de Madagascar.
A 7 de março, o Centro Nacional de Operações de Emergência de Moçambique alertou para que os residentes costeiros nas províncias de Nampula e Zambézia fiquem em alerta. Um dia depois, a agência emitiu um Alerta Vermelho para a província de Nampula, no norte, aconselhando os moradores potencialmente afetados a procurarem abrigo. Posteriormente, o alerta foi estendido para sudoeste ao longo da costa. Ventos fortes e chuvas fortes da tempestade deixaram a ilha de Moçambique sem energia, assim como água. Lá, os ventos derrubaram várias casas mal construídas e também destruíram os telhados de duas escolas. As estimativas de chuva por satélite atingiram mais de 300 mm (12 polegadas) no noroeste de Madagascar. Em toda a Província de Nampula, foram reportados grandes danos agrícolas; um total de 508 animais nas fazendas foram mortos, e cerca de 2 milhões de cajueiros foram destruídos. Quedas de energia generalizadas foram relatadas, com 75% das linhas de transmissão de energia danificadas ou destruídas. O ciclone destruiu pelo menos 200 barcos e os telhados de pelo menos 80 escolas. A tempestade destruiu uma ponte sobre o rio Mogincual, que deixou a cidade de Namige isolada. Em toda a província de Nampula, Jokwe destruiu 9.316 casas e danificou 3.220 mais, a maioria em Angoche. No distrito de Pebane, na vizinha província da Zambézia, o ciclone destruiu nove casas. Chuvas foram relatadas em toda a província, embora os danos não tenham sido tão pesados devido à falta de ventos fortes. Em todo Moçambique, o ciclone afetou 200.000 pessoas, com um total de 55.000 pessoas ficaram desabrigadas. Dez pessoas foram mortas na Província de Nampula, e mais seis foram mortas nos distritos costeiros da Província da Zambézia.
Em 10 de março, uma estação na Ilha Europa no Canal de Moçambique relatou uma pressão de 985,5 mbar.

## Consequências

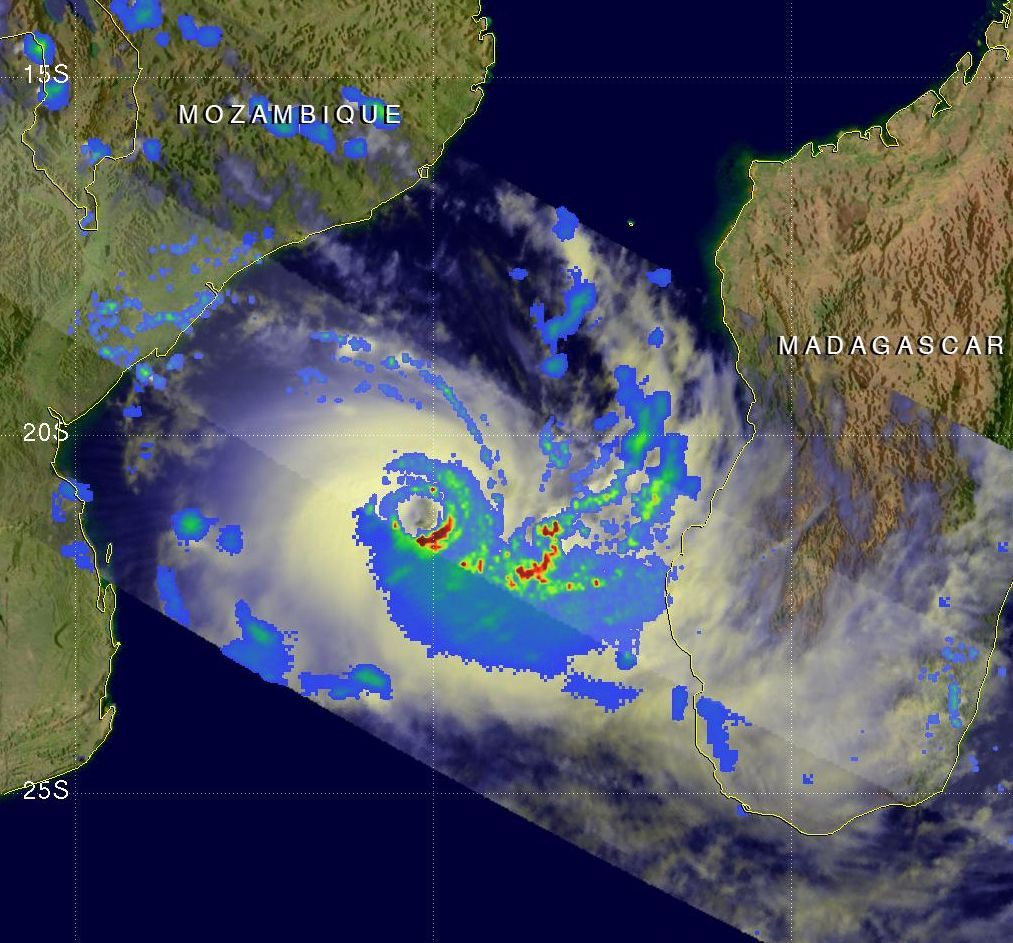
imagem TRMM de Jokwe em 10 de março

Pouco depois de o ciclone ter desembarcado em Moçambique, as autoridades distribuíram tendas e comida aos cidadãos afectados. O governo ativou a Unidade Nacional de Proteção Civil para remover árvores caídas das estradas, bem como ajudar na reconstrução de casas danificadas ou destruídas. Alguns dias após a tempestade, a Cruz Vermelha de Moçambique começou a entregar mosquiteiros, cobertores, baldes de plástico e colchonetes. O governo de Nampula estimou que seriam necessários $8 milhões ( USD ) para reparar danos causados por tempestades na província.
Duas semanas após a tempestade, o Programa Mundial de Alimentos anunciou que forneceria comida para 60.000 pessoas nas áreas impactadas de Moçambique. Em 27 de março, o governo de Portugal doou $ 700.000 (USD) ao Instituto Nacional de Gestão de Calamidades de Moçambique; mais da metade do total foi ajuda para vítimas de enchentes afetadas por Jokwe e inundações no início do ano.
O Instituto Nacional de Gerenciamento de calamidades de Moçambique disse que distribuiu tendas e alimentos para 25.000 pessoas afetadas por Jokwe. A cruz vermelha de Moçambique montou 145 tendas e distribuiu 97 lonas. Além disso, a Cruz Vermelha distribuiu redes para mosquitos, cobertores, baldes plásticos e esteiras de dormir. O Fundo de Alimentos das Nações Unidas distribuiu alimentos para emergências para cerca de 60.000 pessoas afetadas.